# 梅尼氏粗盔鯰
梅尼氏粗盔鯰，為輻鰭魚綱鯰形目項鰭鯰科的其中一種，為熱帶淡水魚類，分布於南美洲巴西Aripuanã河流域，體長可達19.9公分，棲息在底層水域，生活習性不明。